# Luckenbach
Luckenbach là một đô thị trong huyện Westerwald bang Rheinland-Pfalz thuộc nước Đức. Đô thị Luckenbach có diện tích km², dân số là người (31/12/2006).